# Nelspoort
Nelspoort è una cittadina sudafricana situata nella municipalità distrettuale di Central Karoo nella provincia del Capo Occidentale.

## Geografia fisica
Il piccolo centro abitato sorge ai piedi dei monti Nuweveld a circa 50 chilometri a nord-est di Beaufort West.